# 拉丰特莱
拉丰特莱（法語：La Fontelaye，法語發音：[la fɔ̃tlɛ]）是法国滨海塞纳省的一个市镇，属于迪耶普区。

## 地理
拉丰特莱（49°41'46"N, 0°57'11"E）面积3.99 平方千米，位于法国诺曼底大区滨海塞纳省，该省份为法国北部沿海省份，其西部及北部濒大西洋英吉利海峡，东起顺时针与索姆省、瓦兹省、厄尔省和卡爾瓦多斯省接壤。
与拉丰特莱接壤的市镇（或旧市镇、城区）包括：瓦勒德萨讷、安布勒维尔、维伯夫。

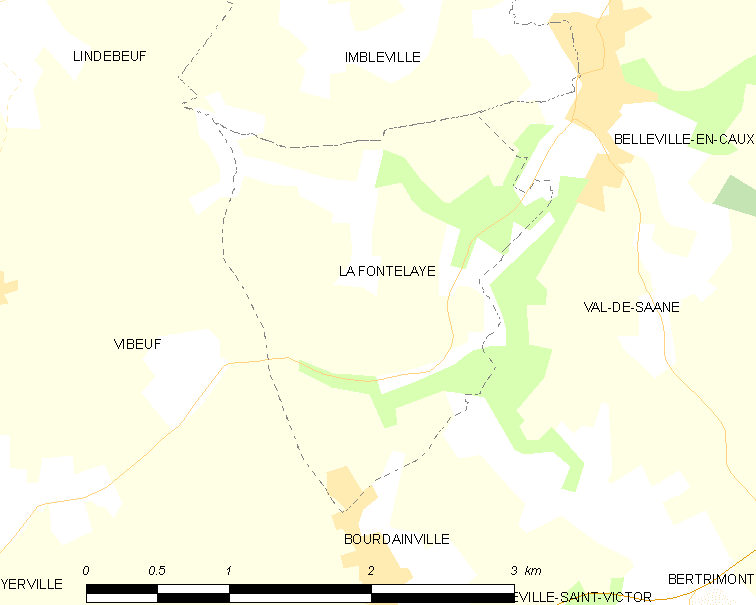
拉丰特莱的OSM定位图

拉丰特莱的时区为UTC+01:00、UTC+02:00（夏令时）。

## 行政
拉丰特莱的邮政编码为76890，INSEE市镇编码为76274。

## 政治
拉丰特莱所属的省级选区为吕讷赖县。

## 人口

1962-2008年间拉丰特莱人口变化图示

拉丰特莱于2022年1月1日时的人口数量为24人。